# Na Hadovně
Na Hadovně je přírodní památka poblíž obce Proruby v okrese Rychnov nad Kněžnou. Důvodem ochrany je poslední lokalita vstavače kukačky (Anacamptis morio) ve východních Čechách.